# Haluk Günözgen
Haluk Günözgen (* 17. Februar 1950; † 2011) ist ein ehemaliger türkischer Radrennfahrer.

## Sportliche Laufbahn
Günözgen war Straßenradsportler. Er war Teilnehmer der Olympischen Sommerspiele 1972 in München. Im olympischen Straßenrennen schied er aus.
Bei den Mittelmeerspielen 1971 startete er im Straßenrennen und im Mannschaftszeitfahren.